# ميكو ماركيولا
ميكو ماركيولا (بالفنلندية: Mikko Markkula)‏ هو مساعد سائق ‏ فنلندي، ولد في 3 يناير 1981.

## روابط خارجية
- ميكو ماركيولا على موقع Rallye-info.com (الإنجليزية)